# (9211) Neese
(9211) Neese est un astéroïde de la ceinture principale.

## Description
(9211) Neese est un astéroïde de la ceinture principale. Il fut découvert le 19 septembre 1995 à Kitt Peak par le projet Spacewatch. Il présente une orbite caractérisée par un demi-grand axe de 2,25 UA, une excentricité de 0,15 et une inclinaison de 2,4° par rapport à l'écliptique.

## Compléments